# Luciano Francisco Comella
Luciano Francisco Comella (Vic, de Barcelona, 1751 - Madrid, 1812) fue un dramaturgo español, uno de los más prolíficos del siglo XVIII.

## Biografía
El que sería autor de más de doscientas piezas dramáticas quedó huérfano muy pronto, y se hizo cargo de él el Marqués de Mortara, un compañero de armas de su padre. Comella acabó casándose con una de las damas de la marquesa; de este primer matrimonio nacieron cuatro hijos, entre ellos Joaquina, que ayudó a su padre en la composición de sus dramas (Comella se casó en segundas nupcias tras fallecer su mujer en 1792). Empezó a producir para el teatro a fines de 1777, escribiendo letras para tonadillas de los compositores Pablo Esteve y Blas Laserna, y antes de 1783 ya había representado varias comedias y sainetes. Estrenó la primera parte de su drama sentimental La Cecilia en 1786 en casa de su protector, el marqués, cuya familia hizo los papeles protagonistas en una función doméstica que se repitió al año siguiente con la segunda parte.
A partir de 1789 empezó a colaborar en el Memorial Literario, dirigido por Joaquín Ezquerra, y al año siguiente emprendió él mismo, en compañía de Lorenzo de Burgos, la aventura editorial del Diario de las Musas, donde colaboraron escritores e intelectuales muy conocidos de la época. Sin embargo, el 24 de febrero de 1791 Floridablanca prohibió todos los periódicos. Para entonces Comella ya era un dramaturgo muy popular; entre 1792 y 1793 estrenó doce obras, y en el bienio siguiente llegó a estrenar una veintena. En 1794 se tradujeron y representaron varias de ellas en Italia, con bastante éxito.
A Comella se le vinculaba sobre todo con el teatro musical, en sus variadas formas: zarzuelas (La Dorinda), melodramas (La Andrómaca o Hércules y Deyanira) y óperas (Los esclavos felices, obra maestra del compositor Juan Crisóstomo de Arriaga, La intriga en las ventanas o El crédulo desengañado); también escribió un buen número de operetas y óperas bufas, como La desdeñosa, La escuela de los celosos o La isla del placer. Le dieron asimismo mucho éxito sus comedias heroico-militares y las sentimentales, reflejo del espíritu moderno de la clase media. Escribió también muchos sainetes (La casa de tararira, Los gitanos tragedistas, Las pelucas de las damas o El secreto entre vecinas, entre otros) y piezas cortas de diferente género (El agasajo del autor o El árbol de Recaredo, loas; La alcarreña chismosa o El estudiante en la feria, fines de fiesta; y El novio burlado, intermedio).
Pero no alcanzó este prolijo dramaturgo la unanimidad crítica en torno a los valores de sus obras, y encontró su mayor enemigo nada menos que en Leandro Fernández de Moratín, primero en su poema La derrota de los pedantes y luego en su célebre obra La comedia nueva o El café, que estaba dirigida contra los malos dramaturgos en general y contra Luciano Comella en particular. La obra, estrenada el 7 de febrero de 1792, contaba con el personaje de don Eleuterio Crispín de Andorra, que le ridiculizaba tan palpablemente que Comella intentó impedir su representación a través de un memorial al presidente del Consejo. El grupo de ilustrados amigos de Moratín contaba con poderosos censores (entre ellos Pedro Estala) e informadores que autorizaron la obra, pues pretendía a través de ella iniciar una reforma teatral y conducir los gustos del público hacia la estética neoclásica y un tipo de obras presuntamente de mayor calidad. Pero la aceptación popular del teatro de Comella (que contestó en 1793 con el fin de fiesta El violeto universal o El café, donde ridiculizaba a Moratín) no decayó en exceso; tras la formación de la junta ilustrada que, en 1800, se encargó de llevar a cabo la reforma teatral, sus obras quedaron postergadas, si bien resurgieron a partir de 1802 hasta el punto de que en 1806 fue nombrado director de la Compañía Española del Teatro de Barcelona.
Sin embargo, hubo de regresar a Madrid, iniciándose su declive, también económico y físico, y aunque sus obras se siguieron representando durante el siglo XIX, la valoración de su teatro se fue difuminando; recientemente, sin embargo, Calderone y Doménech han defendido que era un hombre de ideas progresistas, cercano a la Ilustración, y que su teatro es una forma de difundir las nuevas ideas desde la escena.